# 吊灯花
吊灯花（学名：Ceropegia trichantha）是夹竹桃科吊灯花属的植物。

## 形态
草质藤本，无毛；茎纤弱缠绕。叶对生，膜质，长圆状披针形，长10-13厘米，宽2-3厘米，顶端渐尖，基部圆形。聚伞花序着花4-5朵；花紫色；萼片披针形；花冠如吊灯状；副花冠2轮，外轮具10个齿，内轮具5个舌状片，具长硬毛；花粉块每室1个，直立，内角有1个透明膜边。蓇葖果长披针形，长达20厘米，直径5毫米；种子具种毛。花期8-10月，果期12月。

## 分布
分布在泰国以及中国大陆的广东、湖南、广西、四川等地，生长于海拔400米至500米的地区，多生在溪旁和山谷疏林中，目前尚未由人工引种栽培。